# 維塞特河
49°10′13″N 10°38′56″E / 49.170326936417624°N 10.648798942565918°E
維塞特河是德國的河流，位於該國東南部，由巴伐利亞負責管轄，屬於阿爾特米爾河的右支流，河道全長43.7公里，流域面積128平方公里。